# Nogometno prvenstvo Like 1972./73.
Nogometno prvenstvo Like (Lička nogometna liga, Nogometna liga Like, Područna nogometna liga Gospić) za sezonu 1972./73. je bila liga četvrtog stupnja nogometnog prvenstva Jugoslavje. 
 
Sudjelovalo je ukupno 10 klubova, a prvak je bila "Lika" iz Ličkog Osika.

## Ljestvica
| mj. | klub                     | ut.                      | pob.                     | ner.                     | por.                     | gol+                     | gol-                     | bod                      |
| --- | ------------------------ | ------------------------ | ------------------------ | ------------------------ | ------------------------ | ------------------------ | ------------------------ | ------------------------ |
| 1.  | Lika Lički Osik          | 16                       | 10                       | 4                        | 2                        | 63                       | 30                       | 24                       |
| 2.  | Gospić                   | 16                       | 10                       | 3                        | 3                        | 37                       | 15                       | 23                       |
| 3.  | Jedinstvo Donji Lapac    | 16                       | 8                        | 6                        | 2                        | 44                       | 28                       | 22                       |
| 4.  | Udarnik Perušić          | 16                       | 9                        | 1                        | 6                        | 49                       | 27                       | 19                       |
| 5.  | Velebit Žabica           | 16                       | 6                        | 4                        | 6                        | 27                       | 25                       | 16                       |
| 6.  | Sloga Otočac             | 16                       | 5                        | 4                        | 7                        | 39                       | 42                       | 14                       |
| 7.  | Borac Brinje             | 16                       | 3                        | 3                        | 9                        | 16                       | 28                       | 9                        |
| 8.  | Partizan Titova Korenica | 16                       | 4                        | 1                        | 11                       | 31                       | 52                       | 9                        |
|     | Bratstvo Gračac          | isključeni iz natjecanja | isključeni iz natjecanja | isključeni iz natjecanja | isključeni iz natjecanja | isključeni iz natjecanja | isključeni iz natjecanja | isključeni iz natjecanja |
|     | Mladost Otočac           | isključeni iz natjecanja | isključeni iz natjecanja | isključeni iz natjecanja | isključeni iz natjecanja | isključeni iz natjecanja | isključeni iz natjecanja | isključeni iz natjecanja |

- "Bratstvo" Gračac i "Mladost" Otočac isključeni nakon 13. kola zbog nedolaska na utakmice
- Titova Korenica – tadašnji naziv za Korenicu

## Rezultatska križaljka
| kratica | klub                     | BOR | GOS | JED | LIKA | PAR | SLO | UDA | VEL | BRA | MLA |
| --- | ------------------------ | --- | --- | --- | ---- | --- | --- | --- | --- | --- | --- |
| BOR | Borac Brinje             |     |     |     |      |     |     |     |     |     |     |
| GOS | Gospić                   |     |     |     |      |     |     |     |     |     |     |
| JED | Jedinstvo Donji Lapac    |     |     |     |      |     |     |     |     |     |     |
| LIKA | Lika Lički Osik          |     |     |     |      |     |     |     |     |     |     |
| PAR | Partizan Titova Korenica |     |     |     |      |     |     |     |     |     |     |
| SLO | Sloga Otočac             |     |     |     |      |     |     |     |     |     |     |
| UDA | Udarnik Perušić          |     |     |     |      |     |     |     |     |     |     |
| VEL | Velebit Žabica           |     |     |     |      |     |     |     |     |     |     |
| BRA | Bratstvo Gračac          |     |     |     |      |     |     |     |     |     |     |
| MLA | Mladost Otočac           |     |     |     |      |     |     |     |     |     |     |
| |                          |     |     |     |      |     |     |     |     |     |     |
| podebljan rezultat - utakmice od 1. do 9. kola (1. utakmica između klubova) rezultat normalne debljine - utakmice od 10. do 18. kola (2. utakmica između klubova) rezultat nakošen - nije vidljiv redoslijed odigravanja međusobnih utakmica iz dostupnih izvora rezultat nakošen i smanjen * - iz dostupnih izvora nije uočljiv domaćin susreta prekrižen rezultat - poništena ili brisana utakmica p - utakmica prekinuta 3:0 p.f. / 0:3 p.f. - rezultat 3:0 bez borbe |                          |     |     |     |      |     |     |     |     |     |     |

 Izvori: 

## Unutrašnje poveznice
- Zagrebačka zona 1972./73.